# Castillo de Los Fayos
El castillo de Los Fayos es un ejemplo de castillo construido en una cueva natural, localizado en el municipio zaragozano de Los Fayos, España.
Las cuevas naturales del emplazamiento han estado habitadas desde la Edad de Bronce final, lo que hace que esté catalogado como yacimiento arqueológico. Sobre esa posición natural se construyó en el siglo XII un castillo defensivo, que corresponde a la estructura actualmente preservada.

## Historia

### Historia antigua
La ubicación de Los Fayos ocupa un lugar estratégico en el valle del Queiles, controlando una de las rutas entre la meseta y el valle del Ebro. En Los Fayos, este río confluye con su afluente el Val. La zona de las actuales comarcas de Tarazona y Borja ha mostrado yacimientos de la Edad del Bronce tardía y la edad de hierro en zonas defendibles como Los Fayos. En las cimas sobre la cueva del castillo hay restos de fortificaciones de época prerromana, que incluyen una captación de agua para abastecer la vecina Turiasu, probablemente en uso hasta el siglo II. Igualmente se han detectado restos de una de las minas de hierro más antiguas en la zona, en la vecina Plana del Cerro.
El emplazamiento del castillo en sí se encuentra en la popularmente conocida como cueva del Caco, que el legendario posteriormente atribuyó al personaje mitológico. En su parte superior, los hallazgos arqueológicos han mostrado que se ubicaba un poblado de la edad de bronce final/edad de hierro. Las atribuciones a ermitas en estas cuevas de santos como San Atiliano en épocas posteriores son sin embargo sin base histórica pues no se recogen hasta el siglo XVI, con base en leyendas populares de dudosa veracidad.

### Reconquista y papel en frontera entre Aragón y Navarra
La zona fue reconquistada por Alfonso I el Batallador tras la caída de Tudela en 1119. El rey batallador continuó sus campañas con una expedición al Duero ese mismo año, poblando la ciudad de Soria para controlar un punto de cruce de dicho río, y estableciendo tenencias a lo largo de las rutas que garantizaban la conexión entre este punto y sus dominios en el valle del Ebro. El Batallador entró en conflicto con su hijastro Alfonso VII de León, que durante la década de 1120 fue expulsando las guarniciones del Batallador de León y Castilla, si bien el territorio oriental de la actual provincia de Soria permaneció en poder de Alfonso I. Durante esa década consta un refuerzo de las fortificaciones aragonesas en la zona, siendo la primera mención de un castillo en Los Fayos de 1128 debida a la presencia en un escatocolo de un Sequin como tenente del mismo. El escatocolo del testamento del Batallador en Bayona confirma que Sequin seguía a cargo del castillo en 1131.
La muerte de Alfonso I en 1134 abrió un periodo de pugnas sucesorias cuando los reinos de Navarra y Aragón, surgidos de la división de los dominios de Alfonso fueron estableciendo sus fronteras, con los reinos de León y Castilla al oeste extendiendo su territorio. En ese contexto Los Fayos quedó como una pieza importante de las demarcaciones fronterizas, al controlar una ruta desde territorio ahora castellano hacia Tarazona, en manos aragonesas. Su tenente es llamado en algunas fuentes García Sangiz y en otras Lope Sangiz.
En 1148, mientras el conde de Barcelona y princeps de Aragón Ramón Berenguer IV estaba ocupado en el sitio de Tortosa, el rey García Ramírez de Pamplona aprovechó para realizar una ofensiva contra Aragón en la que tomó el castillo de Los Fayos, Tauste, Petilla y Pradilla. En respuesta, los aragoneses tomaron Carcastillo. Ramón Berenguer negoció el retorno de los castillos mediante un enlace matrimonial con Blanca Garcés de Navarra, hija de García, incluso pese a estar ya comprometido con la heredera de Aragón, Petronila. El enlace con Blanca Garcés no se celebró finalmente, siendo consideradas las negociaciones más un cambio de política de ambos reinos contra la hegemonía que en aquel momento detentaba Alfonso VII de León que un intento matrimonial. Al no celebrarse la boda, en 1150 el castillo de Los Fayos seguía en manos navarras. Probablemente volviera a Aragón con la muerte a finales de ese año de García Ramírez y la firma del tratado de Tudilén a comienzos de 1151.
Durante el siglo XIII siguió siendo una plaza fronteriza que cambió de manos con frecuencia. Sancho VII de Navarra se hizo con varias localidades aragonesas fronterizas como prenda de préstamos en medio de la debilidad de la monarquía aragonesa tras la derrota de Muret y la subsiguiente regencia por la minoría de edad de Jaime I. El castillo de Los Fayos se encuentra entre los que constan en manos de Sancho, que lo subinfeudó a los señores de los Cameros en 1221. Consta como condición de la cesión de Sancho la neutralidad del castillo frente a Castilla.

### Papel en la frontera entre Aragón y Castilla
Consta un ataque castellano en 1275. Dada su posición fronteriza, el castillo fue hacia 1277 confiado por el rey a Martín Romeu de Vera, influyente noble de Calatayud. Este fue sucedido por su hijo Gonzalo de Vera en Los Fayos.
El castillo era de valor militar para controlar incursiones desde Castilla, pero también económicamente dado que permitía el cobro de peajes y aranceles en esa misma ruta. Dada esta relevancia, Jaime II de Aragón recuperó el castillo para la corona en 1297 mediante una adquisición a Pedro Jordán de Alcolea y a Martín Ximeno de Vera. Constan sin embargo una pronta cesión a Lope Ferrench de Luna y su recuperación de nuevo para la corona en 1301.
En 1311 era su alcaide Pedro Lográn de Monezas. La fortaleza tenía unos ingresos relevantes, con una retenencia de 1000 sueldos, gracias a su control de los peajes de la ruta a Castilla. Para 1327 la retenencia en favor del castillo aportaba entre 500 y 800 sueldos. Pese a las fluctuaciones, gracias a ese peaje el castillo era mantenido en condiciones incluso en tiempos de paz, si bien constan órdenes excepcionales para reparar la fortificación cuando se esperaban escaladas militares, como en 1350.
En 1333 y 1340 el castillo fue usado como garantía matrimonial. Desde 1334 era el alcaide Juan Pérez de Alcolea.

### La guerra de los Dos Pedros
Durante la guerra de los Dos Pedros, la fortaleza volvió una vez más a ser disputada. El infante castellano Enrique de Trastamara, aliado con los aragoneses, envió a Martín Abarca a reforzar el castillo de Los Fayos, que tenía una guarnición de cincuenta infantes gracias a la colaboración del infante. También constan refuerzos aragoneses bajo un Diego Zapata. El alcaide vitalicio aragonés seguía siendo Juan Pérez de Alcolea. Pese al auxilio de Abarca, que salvó el castillo de un primer ataque castellano, y las exhortaciones del rey Pedro IV de Aragón al alcaide, la fortaleza fue tomada por los castellanos durante la campaña de 1357. El alcaide y su hijo fueron acusados de traición por la rendición del castillo.
El castillo de Los Fayos debía ser devuelto a Aragón al firmarse poco después una tregua por mediación papal, lo que sin embargo fue incumplido por los castellanos. Al contraatacar el rey Pedro IV de Aragón ese mismo año, retomando Tarazona, la guerra se reemprendió. Pese a la recaptura de Tarazona, en 1360 el castillo de Los Fayos consta aún en manos castellanas pues Pedro IV solicitaba a las cortes fondos para retomarlo. En algún momento entre esa fecha y 1361 fue retomada por los aragoneses y puesta bajo Men Rodríguez de Berna.
Los Fayos fue una de las fortalezas puestas bajo el mando del comandante aragonés Pedro Jiménez de Samper en 1361, interesándose el rey Pedro IV por el alcaide que Jiménez de Samper había designado para el castillo. Los Fayos fue una de las fortalezas que vieron incrementadas las subvenciones de la corona hasta los 3000 sueldos a ser pagados por el baile de Tarazona. El rey ordenó en 1361 que las torres del castillo de Los Fayos fueron reforzadas, notablemente con una reforma de las torres para poder soportar armas de asedio, aunque los restos arquitectónicos indican que no se cumplieron las instrucciones regias. Parece que los fondos destinados a la fortaleza no llegaban con la periodicidad debida, pues el propio Jiménez de Samper amenazó al año siguiente con abandonar Los Fayos por el impago de su sueldo como comandante. Muy probablemente la devastación de la guerra sobre la localidad de Los Fayos había dejado el castillo sin los impuestos que lo sostenían, lo que motivó que se añadieran pagos desde Magallón y fondos del Bayle General de Aragón en favor del castillo.
En 1366 la frontera fue de nuevo reorganizada y el castillo de Los Fayos puesto bajo Jimeno López de Iranzo. En 1367 consta que la población de la localidad se encontraba refugiada en el castillo.

### Abandono
Tras la guerra, el 17 de septiembre de 1393 el rey Juan I de Aragón vendió el castillo y la localidad de Los Fayos a Juan de Moncayo, por 3500 sueldos. Este noble lo legó a su hermana Aldonza de Moncayo, casada con Pedro López de Gurrea, señor de la vecina localidad de Torrellas, en cuya baronía se integró. A través del matrimonio de la hija de ambos, Aldonza de Gurrea, el castillo y la localidad de Los Fayos pasaron a Martín de Torrellas, gobernador del reino de Aragón en 1436.
Con la unión dinástica entre Castilla y Aragón propiciada por el matrimonio de los Reyes Católicos en el siglo XV, el castillo perdió su importancia fronteriza. Su poca habitabilidad al estar en una cueva motivó su abandono una vez perdida su función militar en vez de transformarse en un palacio residencial como en otras localidades.
A comienzos del siglo XVI la localidad con su castillo pasó a manos de la casa de Villahermosa con el matrimonio de María López de Gurrea con Juan II de Ribagorza. El castillo sin embargo estaba en plena decadencia, con los duques de Villahermosa prefiriendo un palacio en la localidad como centro del poder señorial.
La narración de Enrique Cock del viaje de Felipe II a las Cortes de Tarazona en 1592 describe el castillo como ya en ruinas:

Desde la spelunca por dentro hasta arriba, donde está el castillo viejo caydo, va una escalera de piedra y tierra, en muchas partes rompida y crescida de mucha yerva, que con dificultad se sube hasta arriba, la qual me paresció ser edificada de Moros y haver tenido arriba alguna atalaia que correspondiese a otras en la comarca.
Enrique Cock. Jornada de Tarazona de 1592.

### Restauración y excavación arqueológica
La zona ha sido objeto de excavaciones por parte del Centro de Estudios Turiasonenses desde finales del siglo XX. Las excavaciones en 1986 para la elaboración de una carta arqueológica del Moncayo arrojaron restos de cerámica en el castillo. La zona fue de nuevo excavada en 1992-1994 dentro de las prospecciones para la realización de obras hidráulicas en la localidad, siendo de 1994 la primera publicación específica del yacimiento del castillo, que significativamente databa los restos de la zona entre la edad de bronce tardía y la edad de hierro.
En 2009 la torre superior fue consolidada y restaurada. Se realizó un estudio arqueológico de sus inmediaciones, en el que se encontraron restos cerámicos de la edad de bronce final que apuntaban a un poblado en sus inmediaciones, así como un análisis arquitectónico de la base de la torre medieval. La torre fue reintegrada y consolidada. Dado el abandono, solo se encontraron en la torre en sí escasos restos de época medieval.
En julio de 2017, un equipo de científicos descubrió en sus inmediaciones diversos elementos arqueológicos (entre ellos varias piezas cerámicas) y el entorno de un poblado de la Edad del Hierro, con cerca de 2.600 años de antigüedad.

## Descripción
Se trata de un conjunto de cuevas naturales en los que se ubica el cuerpo principal del castillo, una tipología similar al Höhlenburg centroeuropeo según Cristóbal Guitart. Esta tipología es infrecuente en la península ibérica, aunque varios autores lo han comparado con el vecino castillo de Viguera. En la cueva se excavó un aljibe para abastecer de agua a los defensores, uno de los pocos restos preservados, y se instalaron estructuras de madera, cerrándose la oquedad al exterior con un muro de tapial. Este muro muestra oquedades para su uso como saeteras.
Un camino en la roca comunicaba con lo alto del cerro. El cuerpo principal se remata con un torreón de 17 metros de altura que se encuentra en lo alto de una peña y que hacía las funciones de torre del homenaje o último reducto para las defensores. Era además una atalaya de observación sobre el valle y permitía comunicar con otras fortificaciones de la zona. La torre estaba protegida con dos fosos excavados en la roca. Pese a las instrucciones de la guerra de los Dos Pedros, las cimentaciones de la torre son de tipo circular, sin muestras del doblado planteado en el siglo XIV para impedir su socavación por ingenios de asedio. La ausencia de una entrada a nivel de suelo muestra que el acceso se debía hacer en el primer piso mediante una escala retirable en caso de ataque.
El castillo se complementaba con dos torres de vigilancia para la observación del valle. Una de ellas sería probablemente la llamada torre parda en la documentación medieval, cuya demolición fue ordenada durante la guerra de los Dos Pedros.

## Catalogación
El Castillo de Los Fayos está incluido dentro de la relación de castillos considerados Bienes de Interés Cultural, como zona arqueológica, en virtud de lo dispuesto en la disposición adicional segunda de la Ley 3/1999, de 10 de marzo, del Patrimonio Cultural Aragonés. Este listado fue publicado en el Boletín Oficial de Aragón del 22 de mayo de 2006.